# Live at the Apollo (álbum de B. B. King)

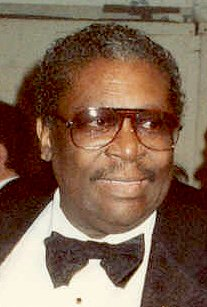
B. B. King.

Live at the Apollo es un álbum de blues de B. B. King y The Phillip Morris Super Band, grabado en el famoso Teatro Apollo de Harlem, Nueva York. Fue premiado en 1992 con el Grammy al mejor álbum blues tradicional.

## Lista de canciones
1. When Love Comes to Town
2. Sweet Sixteen
3. The Thrill Is Gone
4. Ain't Nobody's Bizness
5. Paying The Cost To Be The Boss
6. All Over Again
7. Nightlife
8. Since I Met You Baby
9. Guess Who
10. Peace To The World

## Músicos
- B. B. King, guitarra líder y voz.
- Jeff Clayton, saxofón alto.
- Jerry Dodgion, saxofón alto.
- Plas Johnson, saxofón tenor.
- Gary Smulyan, saxofón tenor.
- Ralph Moore, saxofón tenor.
- Harry "Sweets" Edison, trompeta.
- James Morrison, trompeta.
- Joe Mossello, trompeta.
- Robin Eubanks, trombón.
- George Bohannon, trombón.
- Paul Faulise, trombón.
- Urbie Green, trombón.
- Ray Brown, bajo.
- Kenny Burrell, guitarra.
- Harold Jones, batería.
- Gene Harris, piano y dirección.